# جبع
جبع (عربی: جبع) منطقه مسکونی در فلسطین است.